# مالگیر
مالگیر یک منطقهٔ مسکونی در افغانستان است که در ولسوالی نهر سراج واقع شده‌است.